# Фаленопсис филиппинский
Фалено́псис филиппи́нский (лат. Phalaenopsis philippinensis) — эпифитное трявянистое растение семейства Орхидные, или Ятрышниковые (Orchidaceae). 

## История описания
Вид впервые появился в Европе в начале 60-х годов XX века, получил название Phalaenopsis leucorrhoda и считался естественным гибридом Phalaenopsis aphrodite и Phalaenopsis schilleriana. Первое описание вида на английском языке было сделано в 1984 г. Официально признано 1987 г.

## Биологическое описание
Моноподиальный эпифит средних размеров. Стебель короткий, скрыт основаниями 3—7 листьев. Корни длиной до 1 метра, уплощенные, толстые, хорошо развитые.
Листья удлиненно-овальные, с внешней стороны темно-зеленые с красивым мраморным серебристо-пепельным  рисунком, с внутренней стороны темно-пурпурные. В зависимости от возраста длина листьев 26-36 см, ширина от 8 до 13,5 см.
Цветоносы тонкие, свисающие, ветвистые, длиной до 120 см, многоцветковые (до 100 открывающихся одновременно цветков).
Цветки крупные, 7-10 см, без запаха, тонкой текстуры, живут 25-30 дней. Лепестки белого цвета, иногда с розоватым оттенком ближе к основанию лепестка. У хорошо развитых растений количество розового увеличивается. Изнанка лепестков бледно-розовая, губа белая с желтыми пятнами по бокам. Пик цветения с октября по апрель.

## Ареал, экологические особенности
Эндемик Филиппин. Северо-восточная часть острова Лусон.
На стволах и ветвях деревьев во влажных пойменных горных лесах на высотах до 1200 метров над уровнем моря.
В местах естественного произрастания сезонных температурных колебаний практически нет. Круглый год дневная температура около 22—25 °C, ночная около 13—16 °C.
Относительная влажность воздуха 84—94 %.
С ноября по май среднемесячное количество осадков 10—100 мм, с июля по октябрь 400—1200 мм.
Относится к числу охраняемых видов (II приложение CITES).

## В культуре
Температурная группа — умеренная и теплая. Для нормального цветения обязателен перепад температур день/ночь в 5-8°С.
Требования к свету: 1000—1200 FC, 10760—12919 lx
Общая информация о агротехнике в статье Фаленопсис.
Активно используется в гибридизации.

## Первичныегибриды(грексы)
- Austin Chow —	philippinensis х cochlearis (Austin Chow) 2001
- Carolina Tiny Phil — philippinensis х equestris (Lenette Greenhouses) 1992
- Chow Gui Liang — philippinensis х wilsonii (Austin Chow) 2001
- Espiegle — philippinense х mariae (Marcel Lecoufle) 1984
- Essence Wain — gigantea х philippinensis (Shih-Fong Chen) 1999
- Kung's Amar Philip — amabilis х philippinensis (Kung's) 1997
- Louisiana Pixie — stuartiana х philippinensis (Breckinridge Orchids) 1991
- Manniphil — mannii х philippinensis (Luc Vincent) 2002
- Philippine Dancer — philippinensis х celebensis	(Hou Tse Liu) 1992
- Philippine Fireworks — philippinensis х lueddemanniana (Paul Lippold) 2006
- Philisander — philippinensis х sanderiana (Marcel Lecoufle) 1993
- Philishill — philippinensis х schilleriana (Marcel Lecoufle) 1993
- Phurplefetti — philippinensis х violacea (Dr John W. Hutchinson (John Ewing Orchids, Inc.)) 1995
- San Shia Sparks — philippinensis х tetraspis (Hou Tse Liu) 2001
- Zeil am Main — philippinensis х amboinensis (M. Wolff (H. Lucke)) 1997
- Без названия — philippinensis	х fuscata
- Без названия — philippinensis х lobbii